# Trzciański Potok
Trzciański Potok – prawobrzeżny dopływ Stradomki w województwie małopolskim. Taką nazwę nosi według urzędowego Wykazu wód płynących. Na mapach i w nazewnictwie miejscowym Potok Trzciański ma jednak inne nazwy: Sanka lub Potok Sanecki. Nazwą tą obejmuje się cały bieg potoku od źródeł aż do ujścia do Stradomki. Na mapie Geoportalu ma nazwę Trzciański Potok. W dawnych czasach, gdy Trzciana nazywała się Libichową, potok ten nazywany był Libichówką.
Według Geoportalu Potok Trzciański wypływa na wysokości 519 m na północnych zboczach szczytu Łopusze Zachodnie w miejscowości Rozdziele. Spływa w kierunku południowym pod drogą wojewódzką nr 965. W dolinie pod Przełęczą Rozdziele zmienia kierunek na północno-zachodni. Przepływa przez Żegocinę, potem Łąktę Górną w ogólnym północnym kierunku. W Łąkcie Górnej po przyjęciu dopływu Podkosówka zmienia kierunek na zachodni. Wpływa na teren Łąkty Dolnej i od tego czasu płynie cały czas wzdłuż drogi Łąkta Dolna – Ubrzeż. Uchodzi do Stradomki zaraz za granicą Trzciany we wsi Ubrzeż na wysokości 222 m. Wchodzi w skład zlewni Raby.
Zlewnia Trzciańskiego Potoku znajduje się w dwóch mezoregionach: w Beskidzie Wyspowym i na Pogórzu Wiśnickim (w większości). Dorzecze jest symetryczne; jest 21 lewych i 20 prawych dopływów. Największe z nich to prawobrzeżne potoki Podkosówka i Z Sepnego oraz lewobrzeżna Saneczka. Liczne z dopływów mają duży spadek. W obrębie Żegociny i Łąkty Górnej w dwóch miejscach Trzciański Potok rozdziela się na dwa koryta, które po pewnym odcinku znów łączą się z sobą. W czasie wielkiej powodzi w 1997 r. rzeka wylała niszcząc większość mostów i powodując wiele innych poważnych strat materialnych. Obecnie jej koryto na większej części swojego przebiegu jest uregulowane (w trakcie regulacji rzeki zlikwidowano spore zakole w obrębie wsi Trzciana poniżej budynku Urzędu Gminy). Na całej długości Trzciańskiego Potoku są 23 mosty.
Woda w potokach zasilających Sankę i płynących przez zalesione i niezamieszkane tereny ma I klasę czystości. Rzeka w różnych miejscach na swoim przebiegu ma I lub II klasę czystości. W 2020 r. miejscowości położone nad Trzciańskim Potokiem (Żegocina, Łąkta Górna i Trzciana) są podłączone do oczyszczalni ścieków. Dno rzeki jest kamienisto-piaszczyste. Sanka i większe z zasilających ją potoków są dość obficie zarybione. Pospolicie występują w niej takie ryby, jak: kleń, jelec, kiełb, rzadziej brzanka, pstrąg potokowy, pstrąg źródlany, strzebla potokowa, śliz. Ilość ryb w rzece zmniejszyła się po jej uregulowaniu (głównie z powodu braku głębszych miejsc i naturalnych jazów służących rybom za kryjówkę). W 2002 r. po raz pierwszy pojawiły się na Sance w Trzcianie bobry, których nie pamiętają w tych okolicach najstarsi ludzie. Zapewne wytępione zostały kilkaset lat temu, na samym początku osadnictwa w dolinie rzeki.
Z rzeką wiąże się kilka legend, które Zofia Wiśniewska opisała w książce pt. Baśnie i legendy znad Sanki. Warto wiedzieć, że w Żegocinie, tuż przy jednym z potoków zasilających Sankę wytryskują dwa źródełka wody mineralnej, która swoim składem przypomina krynickiego „Zubera”. Prowadzi do nich znakowana ścieżka spacerowa.

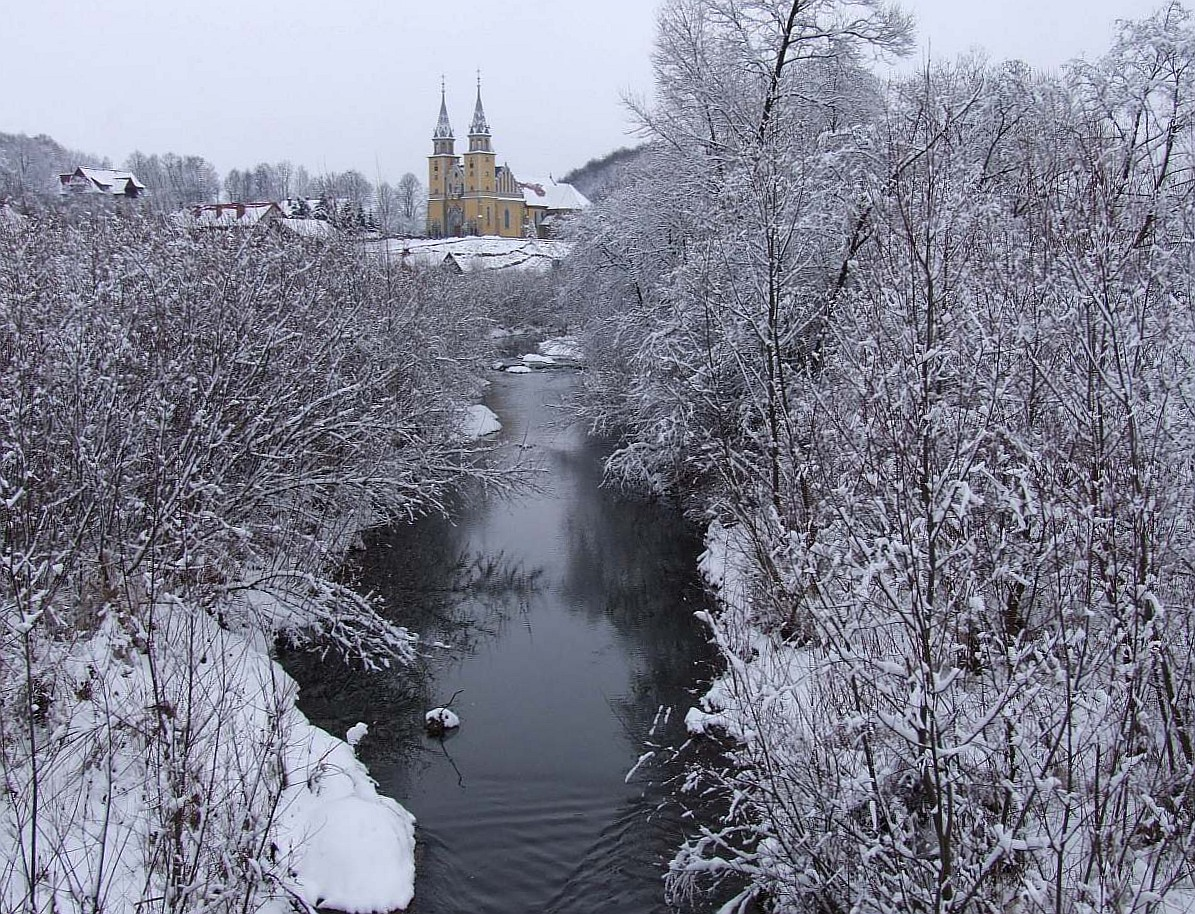
Widok z mostu do Kamionnej
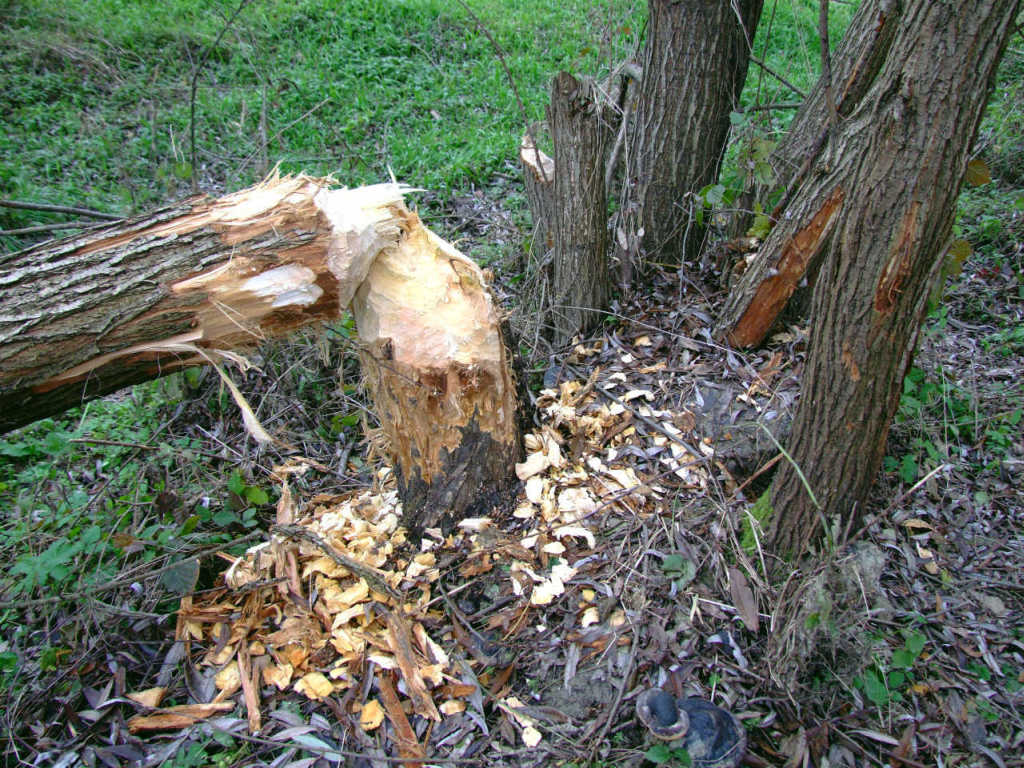
Działalność bobrów (Glinik w Trzcianie)
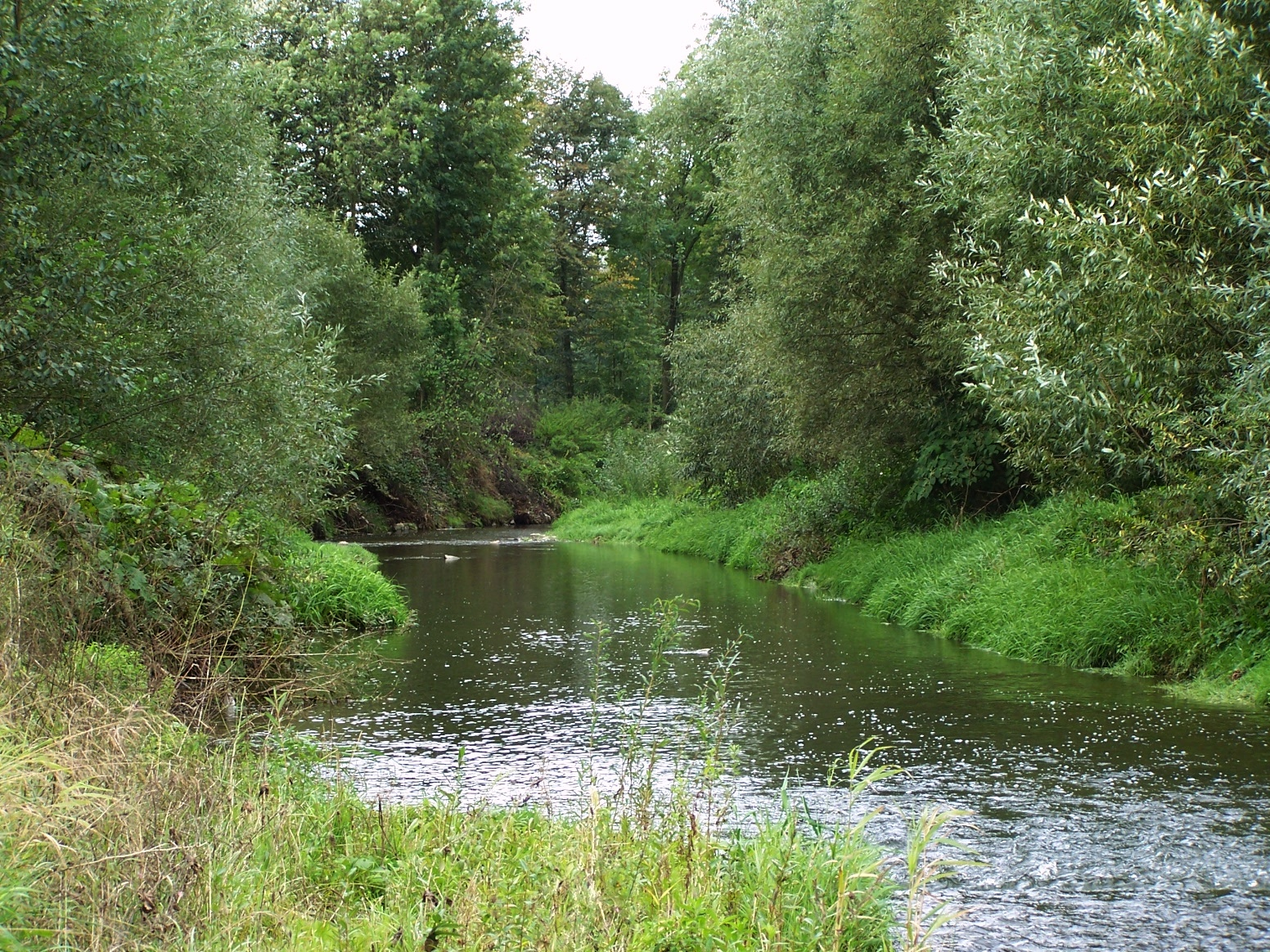
Sanka pod kościołem w Trzcianie
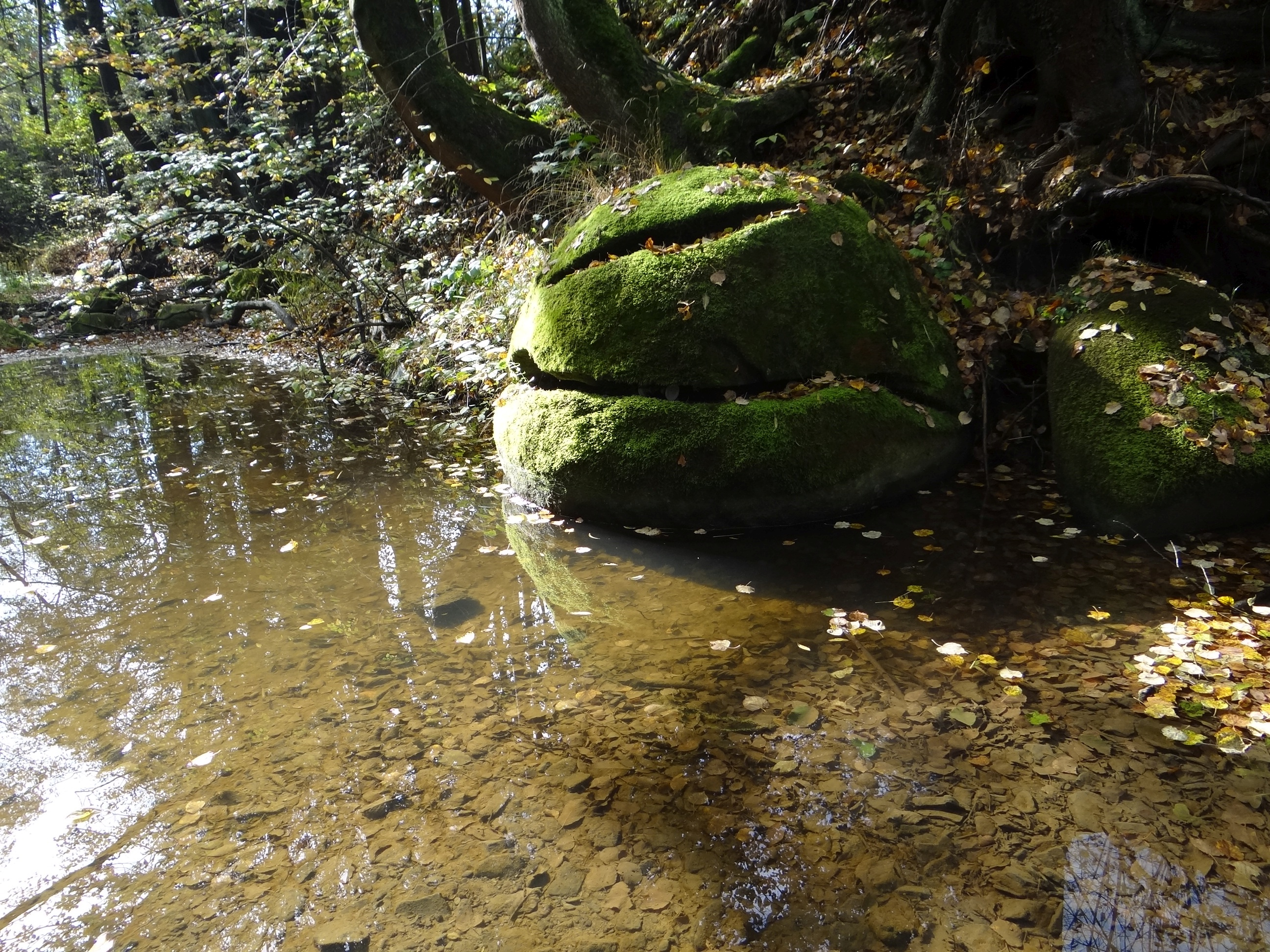
Potok Z Sepnego